# Chrysocrata coruscans
Chrysocrata coruscans är en fjärilsart som beskrevs av László Anthony Gozmány. Chrysocrata coruscans ingår i släktet Chrysocrata och familjen äkta malar. Inga underarter finns listade i Catalogue of Life.